# 暗恋橘生淮南 (网络剧)
《暗恋橘生淮南》（英語：Unrequited Love），2019年中国偶像剧。本剧改编自八月长安的小说《橘生淮南·暗恋》，由朱颜曼滋、趙順然领衔主演，腾讯视频于2019年6月10日首播。与《最好的我们》及《你好，旧时光》合称为“振华三部曲”。

## 播出时间
| 频道     | 所在地 | 播出日期      | 播出时间                            |
| -------- | ------ | ------------- | ----------------------------------- |
| 腾讯视频 | 中国   | 2019年6月10日 | 周一周二20点更新2集，会员提前看下周 |

## 演员列表

### 主要演员
| 演員     | 角色         | 介紹 |
| 朱颜曼滋 | 洛枳         | 清冷孤僻，情商很高，善於在盛淮南面前偽裝自己的心思，外表和善，喜怒不形於色。一直把盛淮南當成目標默默努力。高中時期洛枳對他暗生情愫，雖然外表平静，但暗戀的心事完全寫進只有盛淮南的一本日记里。和淮南是高中同學兼大學同學，默默地喜歡著他，最後跟淮南成功交往後並與其結婚。         |
| 趙順然   | 盛淮南(老四) | 理科學霸，帥氣陽光，愛打籃球，看似禮貌親切，內心卻與人生疏，是學校的風雲人物，才子一枚，大學時才發現洛枳對自己的暗戀史。和洛枳是高中同學兼大學同學，因緣際會下認識了洛枳，而後慢慢的喜歡上她，才發現在高中時和他在玻璃窗上對話的人是洛枳，而不是葉展顏，跟洛枳成功交往並與其結婚。 |

### 其他演员
| 演員     | 角色         | 介紹 |
| 沈雨     | 江百麗       | 戈壁前女友，洛枳大學同學兼室友兼好友。原是戈壁大學時期女友，後因陳默涵裝病又介入她和戈壁兩人的感情中，憤而分手。                                                   |
| 張哲浩   | 戈壁         | 陳默涵現任男友，也是陳默涵高中時期的男友。曾是江百麗的男友。後因陳默涵裝病又介入她和江百麗兩人的感情中，最後又和陳默涵再一起。                                     |
| 何美璇   | 陈墨涵       | 戈壁女友和江百麗是高中同班同學。高中時喜歡戈壁，後分手，後因陳默涵裝病又介入江百麗和戈壁兩人的感情中，最後又再一起。                                               |
| 张亦驰   | 张明瑞(老三) | 淮南大學同學兼室友兼好朋友。原喜歡許日清，但因為她常藉由他的邀約藉機想靠近盛淮南，所以最後只當朋友，後喜歡洛枳。偶然在公园遇见姚凌欣，最后和姚凌欣在一起。         |
| 袁百梓卉 | 许日清       | 原本喜歡淮南。常藉由張明瑞的邀約，想藉機吸引淮南的注意。後因張明瑞對她的好而吸引，但在圖書館告白被其拒絕，但還是默默地喜歡他。                                     |
| 梦秦     | 丁水靖       | 洛枳高中同學，喜歡洛陽。但是洛陽有一位已交往長達八年的女友陳靜，某天親眼目睹洛陽和女友求婚下，轉身離開，放棄喜歡他。                                               |
| 黃世超   | 洛陽         | 洛枳的表哥，也是陳靜的未婚夫，知道丁水靖喜歡他，但是他有一位已交往長達八年的女友陳靜，某天在餐廳要和女友求婚，知道丁水靖也在外面偷看，但是他還是向女友求婚成功了。 |
| 陈泇文   | 叶展颜       | 淮南前女友。與淮南和洛枳是高中同學，也是淮南的初戀，後因淮南發現高中時和他在玻璃窗對話的人是洛枳，也因為他太黏人了、愛耍心機，而分手。                             |
| 陈瑾     | 洛慈         | 洛枳的母親 |
| 黄甫桀   | 秦束宁       | 淮南高中同學。 |
| 潘美烨   | 姚凌欣       | 在公园遇见张明瑞后，对他一见钟情，最后和张明瑞在一起。 |

## 電視劇歌曲
| 曲別   | 歌名                 | 作詞   | 作曲 | 演唱者 |
| 主題曲 | 《你》               | 陳裴   | 陳裴 | 印子月 |
| 插曲   | 《等》               | 黃龍   | 王靜 | 趙慧仙 |
| 插曲   | 《关于你，我逃不了》 | 柳叶心 | 黄龙 | 赵慧仙 |
| 片尾曲 | 《谜底》             | 王静   | 邓铮 | 魏哲鸣 |